# Domenico Maria Novara da Ferrara
Domenico Maria Novara (Ferrara, 1454 – Bolonha, 1504) foi um cientista italiano.

## Vida
Nascido em Ferrara, foi durante 21 anos professor de astronomia na Universidade de Bolonha, e em 1500 também lecionou matemática em Roma. Foi notável como um astrônomo platonista, e em 1496 lecionou astronomia para Nicolau Copérnico. Foi também astrólogo, talvez por razões financeiras, como era comum naquela época.
Em Bolonha Novara foi assistido por Copérnico, com quem observou uma ocultação lunar de Aldebarã. Copérnico usou esta observação mais tarde para revidar o modelo de Ptolomeu da distância lunar.
Copérnico começou como aluno de Novara e depois se tornou seu assistente e colega de trabalho. Novara declarou que seu professor havia sido o famoso astrônomo Johannes Müller von Königsberg (Regiomontanus), que foi aluno de Georg von Peuerbach. Novara foi educado inicialmente em Florença, na época um importante centro do neoplatonismo. Estudou lá com Luca Pacioli, um amigo de Leonardo da Vinci.
A maior parte dos escritos de Novara foram perdidos, exceto por alguns almanaques astrológicos escritos para a universidade. Mas o De revolutionibus orbium coelestium de Copérnico (publicado em 1543, muito depois da morte de Novara) registra que em 9 de março de 1497 Novara testemunhou a primeira observação de Copérnico. Os dois foram descritos como "mentes livres e almas livres", e Novara acreditava que suas descobertas teriam abalado o sistema geocêntrico "inabalável" de Ptolomeu.
Novara morreu em 1504 em Bolonha.